# Santuario di Hirota

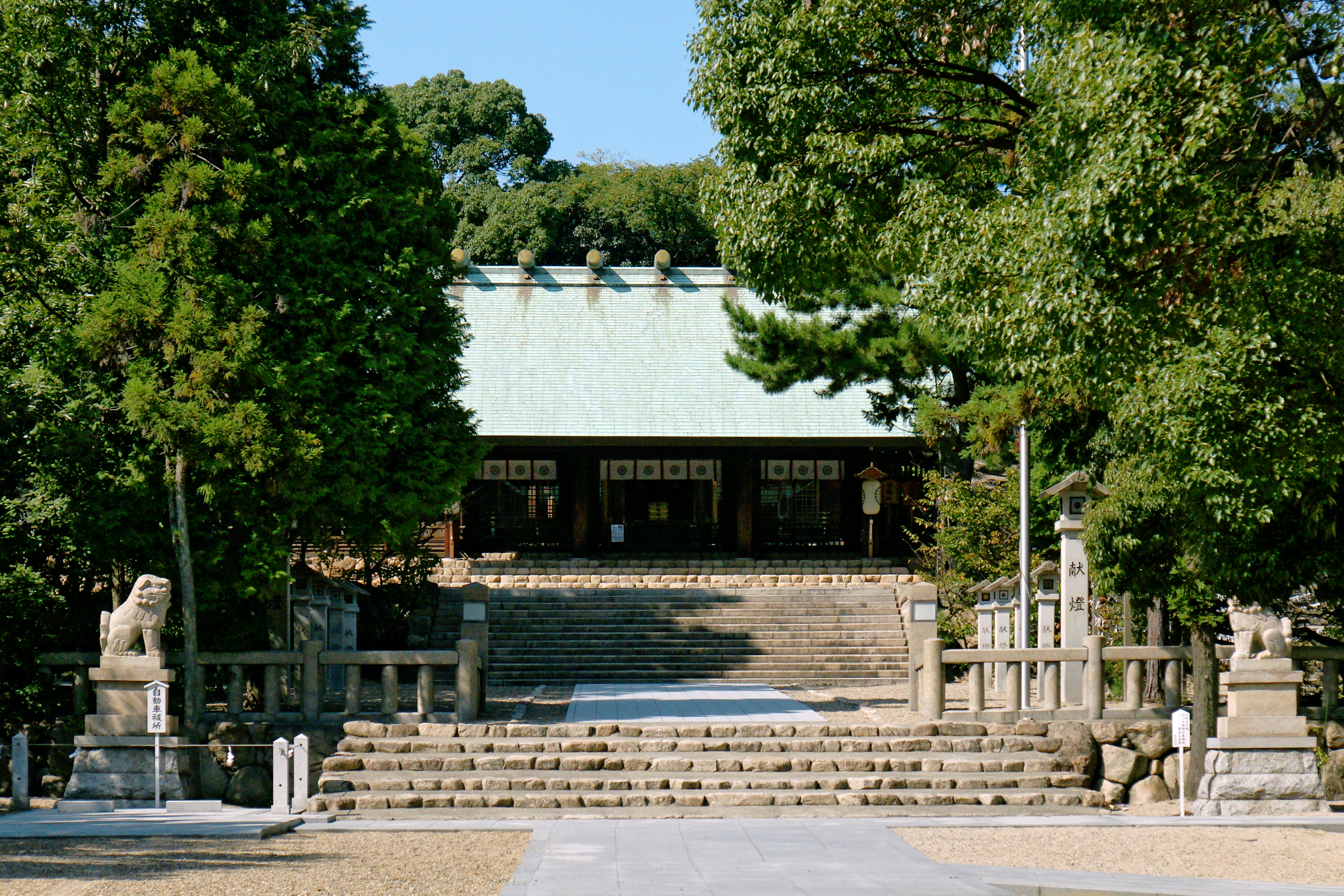
Haiden

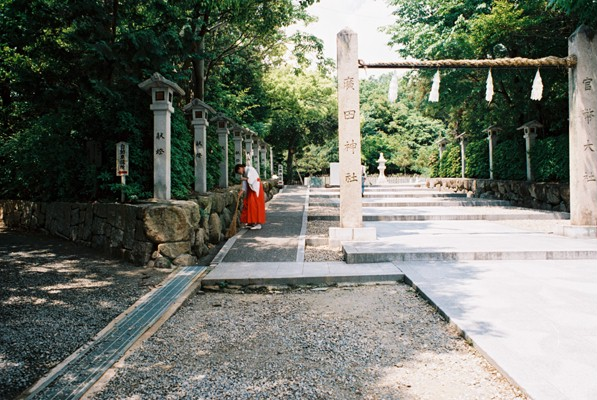
Sacerdotessa del santuario

Il santuario di Hirota (広田神社?, Hirota-jinja) è un santuario shintoista situato nella città di Nishinomiya, nella prefettura di Hyōgo, in Giappone. Nishinomiya letteralmente significa santuario dell'ovest e la città fu infatti chiamata così dopo il santuario Hirota. È uno dei quattro santuari che in accordo con il Nihongi, una cronaca epico-storica, fu fondato dall'imperatrice Jingū nel III secolo, poco dopo che il popolo Yamato arrivò per la prima volta in Giappone dalla Corea. Nella leggenda, Amaterasu, dea del Sole, sicuramente il kami più importante dello Shintoismo, disse che lei e gli altri dèi del Giappone avrebbero voluto essere venerati nei santuari di Nagata, Ikuta e Sumioshi. L'imperatrice Jingū fece come la dea comandava, costruendo i quattro santuari, e ottenne successo nella sua carriera politica. Da allora il santuario di Hirota conserva molta importanza per gli imperatori del Giappone.
Il santuario è famoso per le sue azalee kobanomitsuba tsutsuji, con tre piccole foglie.

## Siti internet
- Wikimedia Commons contiene immagini o altri file su santuario di Hirota